# College of Piping

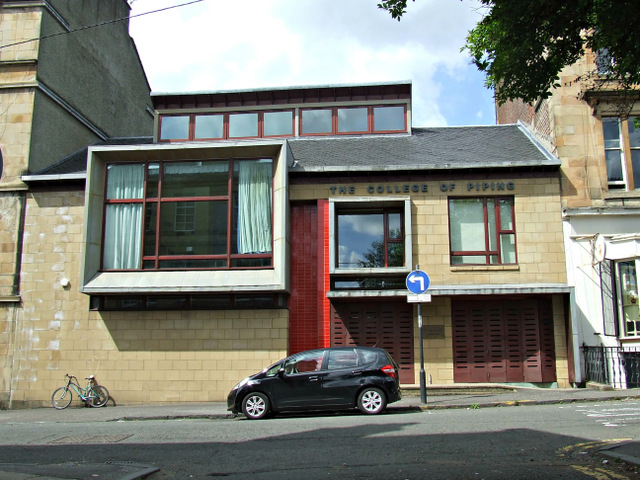
College of Piping

Le College of Piping est une école située à Glasgow en Écosse et spécialisée dans l’enseignement de la grande cornemuse écossaise. Elle est fondée en 1944 par Seumas MacNeill et Thomas Pearston.
Bessie Watson lègue son autobiographie et sa cornemuse à l'école avant son décès.